# Fliksprickling
Fliksprickling (Tryblidiopsis pinastri) är en svampart som först beskrevs av Christiaan Hendrik Persoon, och fick sitt nu gällande namn av Petter Adolf Karsten 1871. Fliksprickling ingår i släktet Tryblidiopsis och familjen Rhytismataceae.  Arten är reproducerande i Sverige. Inga underarter finns listade i Catalogue of Life.